# Maximiliano Gómez Horacio
Maximiliano Gómez Horacio (San Pedro de Macorís, 5 de mayo de 1943 – Bruselas, 23 de mayo de 1971), también conocido como El Moreno, fue un dirigente político dominicano y secretario general del Movimiento Popular Dominicano (MPD), organización marxista-leninista de orientación revolucionaria. Desarrolló su militancia en una época marcada por la represión política, el conflicto ideológico de la Guerra Fría y la intervención estadounidense en la República Dominicana.
Figura destacada dentro de la izquierda dominicana de las décadas de 1960 y 1970, participó en intentos de insurrección armada y mantuvo vínculos con movimientos revolucionarios internacionales. Su muerte en Bruselas, Bélgica, en 1971, ocurrida en circunstancias controversiales, ha sido objeto de distintas versiones que aún generan debate en torno a su causa y responsables.

## Primeros años
Maximiliano Gómez nació en la ciudad de San Pedro de Macorís, en la región este de la República Dominicana, el 5 de mayo de 1943. Fue hijo de Federico Gómez y Mariana Horacio, y creció en un entorno vinculado al trabajo agrícola e industrial, participando desde joven en labores relacionadas con la industria azucarera. Se desempeñó como tornero en el ingenio Consuelo, una de las principales fuentes de empleo en la zona.
Durante su juventud, recibió el apodo de El Moreno, un nombre que ya le atribuían en su entorno familiar y que adquirió mayor notoriedad mientras asistía a sesiones de formación política en Checoslovaquia, donde era el único de piel oscura entre los asistentes. En ese país europeo participó en entrenamientos organizados por grupos de izquierda internacional, donde recibió instrucción ideológica y formación marxista.

## Militancia política
La familia Gómez se trasladó a Santo Domingo, y allí Maximiliano inició su militancia formal en el Movimiento Popular Dominicano (MPD) a los quince años. Comenzó realizando tareas básicas, como la distribución del periódico del partido, pero fue ascendiendo hasta formar parte del Comité Central. Durante su activismo, viajó a Cuba, donde permaneció nueve meses recibiendo formación militar y política en técnicas de guerrilla.
En 1964, participó en un intento de insurgencia en las montañas de Nagua, junto a otros miembros del MPD. Durante esa operación fue detenido por autoridades locales, y resultó herido por un golpe de machete en el rostro, lo que le dejó una cicatriz visible por el resto de su vida. Fue trasladado a la Fortaleza Ozama, donde permaneció recluido hasta ser liberado mediante un indulto a finales de ese mismo año.
Tras su excarcelación, se reintegró a las actividades del MPD. Durante la Revolución de Abril de 1965, se sumó al bando constitucionalista, oponiéndose a la intervención militar de Estados Unidos y participando activamente en el conflicto armado. En 1967 fue designado secretario general del MPD, puesto desde el cual orientó las acciones del partido frente a la creciente represión estatal.

## Exilio y actividades internacionales
El 24 de marzo de 1970, un grupo armado vinculado al MPD secuestró al teniente coronel estadounidense Donald J. Crowley, agregado militar de la embajada de Estados Unidos en Santo Domingo. La acción buscaba presionar al gobierno dominicano para obtener la liberación de varios presos políticos, entre ellos Maximiliano Gómez. Tras negociaciones, el gobierno accedió al canje, y Gómez fue enviado al exilio en México el 27 de marzo de 1970, junto con otros militantes.
Desde el exterior, mantuvo su vínculo con el MPD y realizó actividades políticas en distintos países. Posteriormente, se trasladó a Bruselas, Bélgica, donde continuó su labor de articulación con otros sectores de la izquierda internacional. En esa ciudad compartía vivienda con Miriam Pineda, viuda del dirigente Otto Morales, y mantenía un perfil político activo, aunque con restricciones impuestas por el exilio.

## Fallecimiento
El 23 de mayo de 1971, Maximiliano Gómez fue hallado sin vida en su apartamento en Bruselas. Tenía 28 años. En un principio, medios locales informaron que la causa del fallecimiento fue una intoxicación por gas propano. Sin embargo, versiones posteriores apuntaron a un posible envenenamiento. Miriam Pinedo, quien se encontraba con él, fue hospitalizada tras el suceso, pero entró en coma y murió semanas después en circunstancias también controvertidas.
Algunas versiones periodísticas y testimonios de la época sostienen que Gómez fue asesinado mediante envenenamiento, presuntamente por órdenes de sectores vinculados al gobierno de Joaquín Balaguer. La versión del crimen político adquirió fuerza dentro de algunos sectores de la oposición y del propio Movimiento Popular Dominicano, que atribuyeron la muerte a una operación de inteligencia para eliminar a dirigentes en el exilio.
Estas hipótesis se vieron reforzadas por el hecho de que Pinedo, según reportes periodísticos, también fue encontrada muerta y desmembrada, lo que dio pie a nuevas conjeturas sobre una posible maniobra para eliminar testigos o participantes en el hecho. Hasta la fecha, las circunstancias del fallecimiento de Gómez no han sido aclaradas oficialmente, y el caso continúa siendo objeto de debate histórico y político en la República Dominicana.

## Vida personal
Maximiliano Gómez estuvo casado con Carmen Mazara, también oriunda de San Pedro de Macorís y militante de izquierda. La pareja se conoció mientras ambos participaban en actividades políticas del Movimiento 14 de Junio. Tuvieron dos hijos: Fabricio Ernesto y Guido Orlando, cuyos nombres evocan a figuras cercanas al entorno político e ideológico de la época. Tras la muerte de Gómez, Mazara también fue víctima de persecución y vigilancia.

## Legado
La figura de Maximiliano Gómez continúa siendo objeto de estudio y controversia en la historia política dominicana. Para sectores de izquierda, representó un símbolo de resistencia frente al autoritarismo y la intervención extranjera. Para otros, su militancia estuvo marcada por métodos radicales en un ambiente de confrontación ideológica.